# オラシエ
オラシエ（クロアチア語: Orašje,ボスニア語: Orašje,セルビア語: Орашје）はボスニア・ヘルツェゴビナ北部の都市で同国を構成する構成体のうちボスニア・ヘルツェゴビナ連邦のポサヴィナ県に属する。また、ポサヴィナ県の県都である。サヴァ川の河畔に位置し、対岸はクロアチアのジュパニャである。

## 人口動態
- 1971年　合計25,740人
  - クロアチア人 - 19,354人 (75.19%)
  - セルビア人 - 4,266人 (16.57%)
  - ムスリム人 - 1,867人 (7.25%)
  - ユーゴスラビア人 - 131人 (0.50%)
  - その他 - 122人 (0.62%)

- 1991年　合計28,211人
  - クロアチア人 - 21,308人(75.11%)
  - セルビア人 - 4,235人(14.92%)
  - ボシュニャク人 - 1,893人(6.67%)
  - ユーゴスラビア人 - 626人(2.20%)
  - その他 - 305人(1.07%)

- オラシエ市部　合計3,907人
  - ボシュニャク人 - 1,843人 (47.17%)
  - セルビア人 - 875人 (22.39%)
  - クロアチア人 - 591人 (15.12%)
  - ユーゴスラビア人 - 470人 (12.02%)
  - その他 - 128人 (3.27%)